# Scheldeprijs 1998
De 86e editie van de Scheldeprijs werd gereden op 22 april 1998 over een afstand van 203 kilometer. De zege ging naar Servais Knaven van de Nederlandse ploeg TVM-Farm Frites. Slechts 23 renners bereikten de eindstreep. De overige coureurs werden uit koers genomen vanwege een te grote achterstand en zodoende niet geklasseerd.

## Uitslag
| Scheldeprijs 1998 |                      |                        |            |
| Plaats            | Naam                 | Ploeg                  | Tijd       |
| Winnaar           | Servais Knaven       | TVM-Farm Frites        | 4u 19' 19" |
| 2                 | Léon van Bon         | Rabobank               | + 23"      |
| 3                 | Bart Leysen          | Mapei-Bricobi          | z.t.       |
| 4                 | Juris Silovs         | Team Home-Jack & Jones | + 29"      |
| 5                 | Martin van Steen     | Team Nürnberger        | + 1' 06"   |
| 6                 | Wim Omloop           | Spar-RDM               | + 1' 30"   |
| 7                 | Vjatsjeslav Jekimov  | US Postal Service      | + 4' 54"   |
| 8                 | Kurt Van De Wouwer   | Lotto-Mobistar         | + 4' 56"   |
| 9                 | Christophe Agnolutto | Casino                 | z.t.       |
| 10                | Dario Pieri          | Scrigno-Gaerne         | z.t.       |